# Towarzystwo Polska Sztuka Stosowana
Towarzystwo Polska Sztuka Stosowana – towarzystwo artystyczne założone w Krakowie w 1901, którego celem było tworzenie i upowszechnianie wzornictwa artystycznego oraz promowanie sztuki stosowanej i nadanie jej rangi analogicznej do tzw. sztuki czystej.
Towarzystwo wydawało w okresie 1902-1913 czasopismo pod nazwą "Wydawnictwo Towarzystwa Polskiej Sztuki Stosowanej" (nr 1-7), a potem "Sztuka Stosowana" (nr 8-17). W piśmie były reprodukcje dawnej polskiej sztuki (zwłaszcza ludowej) oraz prace członków towarzystwa. 
Członkami towarzystwa byli: Kazimierz Brzozowski, Jan Bukowski, Józef Czajkowski, Ludwik Dąbrowa-Dąbrowski, Karol Frycz, Karol Maszkowski, Antoni Procajłowicz, Jan Rembowski, Kazimierz Sichulski, Karol Tichy, Edward Trojanowski, Henryk Uziembło. Współzałożycielem i głównym teoretykiem towarzystwa był krytyk sztuki Jerzy Warchałowski.